# Friedrich von Amerling
Friedrich von Amerling (Beč, 14. travnja 1803. – Beč, 15. siječnja 1887.), austrijski slikar.
Učio je na Akademiji u Beču, te u Londonu i Parizu. Slikao je pejsaže i bidermajerske portrete austrijske aristokracije. Zbog idealiziranog načina slikanja bio je u svoje vrijeme vrlo cijenjen.